# Bous (Luxemburg)
Bous (luxemburguès Bus) és una comuna i petita vila al sud-est de Luxemburg. Forma part del cantó de Remich, que forma part del districte de Grevenmacher. Comprèn les viles de Bous, Assel, Erpeldange i Rolling.

## Població
| Nacionalitat   | Població | %      |
| -------------- | -------- | ------ |
| luxemburguesos | 831      | 76,17% |
| Forasters      | 260      | 23,83% |
| - portuguesos  | 112      | 10,27% |
| - francesos    | 29       | 2,66%  |
| - italians     | 17       | 1,56%  |
| - belgues      | 16       | 1,47%  |
| - alemanys     | 32       | 2,93%  |
| - iugoslaus    |          |        |
| - altres       | 54       | 4,95%  |

## Evolució demogràfica
| Any        | Població |
| ---------- | -------- |
| 15/02/2001 | 1.091    |
| 01/01/2002 | 1.124    |
| 01/01/2003 | 1.152    |
| 01/01/2004 | 1.174    |
| 01/01/2005 | 1.190    |